# 니지마촌
니지마촌(일본어: 新島村)은 일본 도쿄도 도서부 오시마 지청의 촌으로 이즈 제도의 니지마섬과 시키네섬을 관할한다. 온천과 맥주로 유명하다.

## 지리
도쿄 도심에서 남쪽으로 약 160km 떨어진 태평양 해상에 위치한다.

## 역사
- 1923년 10월 1일 - 도서정촌제가 시행되어 니지마섬과 시키네섬은 오시마 도청(島廳)의 관할이 되었다. 니지마혼촌(新島本村)과 와카고촌(若郷村)이 설치되었다.
- 1926년 - 오시마 도청(島廳)이 오시마 지청으로 개칭되었다.
- 1954년 11월 1일 - 니지마혼촌이 와카고촌을 흡수하였다.
- 1992년 4월 1일 - 니지마혼촌이 니지마촌으로 개칭되었다.

## 교통

### 공항
- 니지마 공항

### 항공로
- 신주오코쿠 항공

### 항만
- 니지마: 니지마항
- 시키네섬: 노부시항, 노부시 어항, 시케지마항, 아시쓰키 어항, 고바마 어항